# Johan Hammarström
Johan Hammarström (17 marzo 1967) è un ex calciatore svedese, di ruolo centrocampista.

## Carriera

### Club
Hammarström giocò per lo Hammarby a partire dal 1985.
Nel 1997 passò ai norvegesi del Kongsvinger, squadra con la quale debuttò nella Tippeligaen il 13 aprile 1997, quando fu titolare nel successo per 2-1 sul Lyn Oslo. Vi rimase fino al termine del campionato 1998, quando si ritirò.